# Copa Airlines
Compañía Panameña de Aviación, S.A., (comunemente indicata come Copa e etichettata semplicemente come "Copa Airlines") è la compagnia aerea di bandiera di Panama. Ha sede a Panama, con il suo hub principale presso l'aeroporto Internazionale di Tocumen. Copa è una sussidiaria di Copa Holdings, S.A. e membro di Star Alliance. La compagnia aerea è anche il principale operatore e proprietario della compagnia aerea colombiana AeroRepública, attualmente nota come Wingo, precedentemente nota come Copa Airlines Colombia.
Copa è stata fondata nel 1944 e poco dopo ha iniziato le operazioni domestiche in tre città di Panama. La compagnia aerea ha poi abbandonato i suoi voli nazionali nel 1980, a favore dei voli internazionali. Nel 1998, Copa ha stretto una partnership con Continental Airlines, attuando un processo di rebranding.

## Storia
La compagnia aerea venne fondata come Compañía Panameña de Aviación (da qui l'acronimo COPA) il 21 giugno 1944 e iniziò ad operare il 15 agosto 1947. È stata fondata da un gruppo di importanti investitori panamensi con l'assistenza di Pan American World Airways, che prese una quota del 32%. Iniziò a operare voli nazionali con una piccola flotta di Douglas DC-3. La compagnia inaugurò i suoi primi voli internazionali nei primi anni settanta, con servizi verso città in Giamaica, Colombia e Costa Rica. Gli aerei a turboelica operati da Copa includevano l'Hawker Siddeley HS 748 e il Lockheed L-188 Electra.
Fino all'inizio degli anni ottanta, la compagnia aveva una concorrenza significativa da parte di Air Panamá Internacional, che aveva un profilo più elevato. Copa ha interrotto i voli nazionali nel 1980 e ha acquisito il suo primo jet, un Boeing 737-100. Oggi la compagnia opera voli verso una serie di destinazioni negli Stati Uniti e in Canada, tra cui Atlanta (ATL), Boston (BOS), Chicago (ORD), Denver (DEN), Fort Lauderdale (FLL), Las Vegas (LAS), Los Angeles (LAX), Miami (MIA), Montreal (YUL), New York City (JFK), Orlando (MCO), San Francisco (SFO), Tampa (TPA), Toronto (YYZ) e Washington, D.C. (IAD) come così come verso altre destinazioni nei Caraibi e in America Latina. Al 2022, la compagnia ha una flotta interamente composta da Boeing 737.

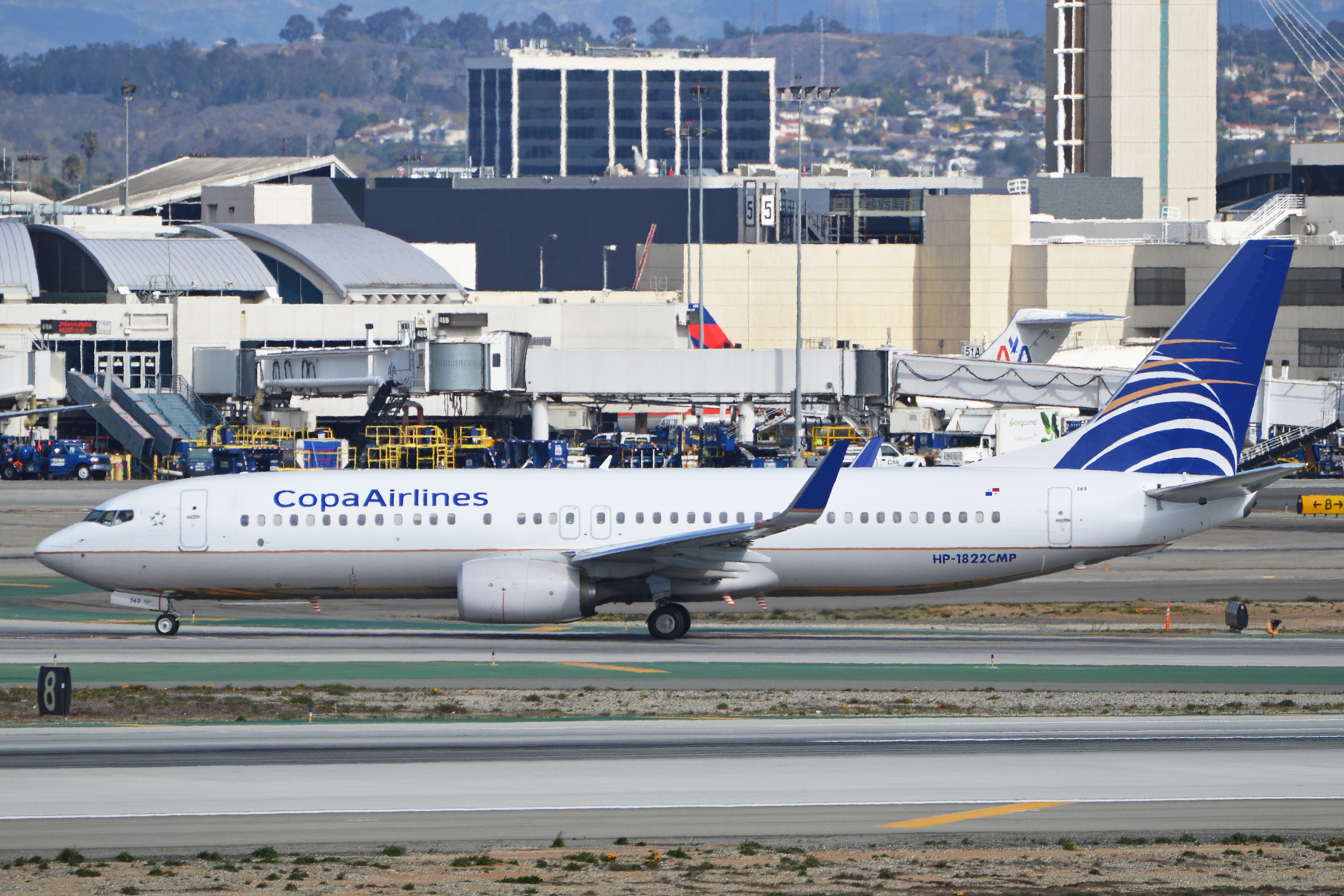
Dal 1980, il Boeing 737 è stato una spina dorsale per l'espansione a medio-lungo raggio di Copa Airlines. Nella foto; un Boeing 737-800 a LAX.

L'espansione è continuata negli anni novanta, quando iniziarono i servizi per Buenos Aires, in Argentina; Santiago, Cile; Bogotà, Colombia; L'Avana, Cuba; Guayaquil, Ecuador; Lima, Perù; Città del Messico, Messico; Caracas, Venezuela; e molte altre importanti città latinoamericane.
Nel 1992 Copa Airlines firmò un'alleanza strategica con TACA Airlines (ora Avianca El Salvador) e la compagnia cominciò a volare dall'aeroporto Internazionale di Tocumen, rendendolo il primo centro di collegamento aereo in America Latina. Di conseguenza, Tocumen venne soprannominato "Hub of the Americas" e diverse compagnie aeree latinoamericane come LACSA della Costa Rica, Aviateca del Guatemala e NICA del Nicaragua si unirono all'alleanza, che si concluse nel 1998 quando scadde l'accordo di sei anni.
Nel 1998, Continental Airlines acquistò il 49% di Copa Airlines, segnando l'inizio di un'ampia alleanza operativa e di marketing. Il 19 maggio 1999, Continental aumentò la sua partecipazione al 51%. Da allora, il Copa ha adottato una livrea e un logo simili a quelli di Continental (ora United). Copa ha partecipato al programma frequent flyer OnePass fino alla fusione di Continental con United Airlines. In connessione con l'offerta pubblica iniziale nel dicembre 2005, Continental ha ridotto la sua partecipazione a circa il 27,3% e attraverso un'offerta successiva nel 2006, l'ha ulteriormente ridotta a circa il 10%.
Nel 2000, Copa Airlines inaugurò servizi per Los Angeles, Cancún e Orlando, oltre che per San Paolo; nel 2001 verso Quito, in Ecuador, e nel 2004 per l'aeroporto Internazionale John F. Kennedy di New York City. Copa annunnciò nell'agosto dello stesso anno un accordo di codeshare con la messicana Mexicana de Aviación, durato fino al 2007.
Il 1 giugno 2005, Copa Airlines acquistò il 90% del vettore aereo nazionale colombiano AeroRepública, avendo precedentemente annunciato un piano di codeshare con il vettore. Copa rinominò AeroRepública in Copa Airlines Colombia nel 2010, aumentando le destinazioni e modernizzando la flotta. Il 15 dicembre 2005, Copa Holdings ha lanciato un'IPO di 14 milioni di azioni alla Borsa di New York diventando così la quarta compagnia aerea latinoamericana ad essere quotata in borsa, dopo LAN Airlines del Cile e i vettori brasiliani Gol Linhas Aéreas e TAM Airlines.
Durante il 2008, Copa Airlines ha aggiunto cinque nuove destinazioni e ha ricevuto quattro Embraer 190 e un Boeing 737-800. Le nuove destinazioni erano Port of Spain, Trinidad e Tobago; Belo Horizonte, Brasile; Valencia, Venezuela; Oranjestad, Aruba; e Santa Cruz de la Sierra, in Bolivia. Nel maggio 2008, Continental Airlines ha venduto le restanti 4,38 milioni di azioni di Copa Airlines per 35,75 dollari ciascuna, ottenendo un utile netto di circa 149,8 milioni di dollari.
Quello stesso anno, il CEO di Copa Airlines, Pedro Heilbron, annunciò al forum dei leader delle compagnie aeree ALTA a Cancún che la compagnia aerea aveva deciso di lasciare SkyTeam e che era in trattative con Star Alliance.
Nel 2009, Copa Airlines ha annunciato che si sarebbe ritirata da SkyTeam il 24 ottobre, la stessa data in cui il partner Continental Airlines ha lasciato l'alleanza. La società ha aggiunto due Boeing 737-800 e ha annunciato un ordine per 13 Boeing 737-800 con i nuovi interni Boeing "Sky Interior".
Nel 2010, Copa Airlines ha iniziato a servire a St. Maarten, ha ricevuto nove Boeing 737-800 e ha annunciato che si sarebbe unita a Star Alliance a metà del 2012 per ricongiungersi al vecchio partner Continental Airlines (ora United) e diventare la prima compagnia aerea latinoamericana ad aderire al alleanza. Nello stesso anno, ha annunciato un ordine per l'acquisto di 32 Boeing 737-800 del valore di 1,7 miliardi di dollari, diventando così il più grande ordine aereo nella storia della compagnia aerea. La consegna dei velivoli era prevista tra il 2015 e il 2018, con un'opzione per l'acquisto di altri dieci aeromobili.
Nel 2012, la società ha annunciato cinque nuove destinazioni: Las Vegas, Stati Uniti; Recife, Brasile; Willemstad, Curaçao; Liberia, Costa Rica; e Iquitos, Perù. Nel giugno dello stesso anno, Copa Airlines è diventata membro ufficiale di Star Alliance insieme ad AviancaTaca.
Copa ha aumentato anche le frequenze dei voli verso diverse destinazioni e ha inaugurato un accordo di interline con Air Panama (la seconda compagnia aerea di Panama) che consiste nel collegamento di tutte le destinazioni turistiche di Panama con quelle dell'America Latina. L'accordo è entrato in vigore il 1 giugno 2012, quando Air Panama ha iniziato i voli dall'aeroporto di Tocumen a Isla Colón, Bocas del Toro.
Nel 2013, Copa ha aumentato la frequenza a diverse destinazioni e ha incluso due nuove destinazioni negli Stati Uniti: Boston e Tampa.
Aviation Partners Boeing (APB) ha annunciato il 10 ottobre 2013 che Copa Airlines aveva ordinato il retrofit di alcune delle winglet dei suoi Boeing Next Generation 737 esistenti con le nuove scimitar winglets di APB, come parte della sua strategia ambientale. La nuova tecnologia APB winglet avrebbe fatto risparmiare a Copa più di 21 milioni di dollari in costi di carburante e più di 63.000 tonnellate di emissioni di anidride carbonica CO2 all'anno.
Nel gennaio 2014, Copa Airlines ha annunciato tre nuove destinazioni e rivelato la sua strategia aziendale per l'anno, che includeva la consegna di otto nuovi Boeing 737-800 e l'aumento delle frequenze di volo verso alcune destinazioni. Le nuove destinazioni erano Montreal, Canada; Fort Lauderdale, Stati Uniti e Georgetown, Guyana. A luglio sono state aggiunte Campinas, Brasile; e Santa Clara, Cuba. Nell'aprile 2014, Copa Airlines è diventata la prima compagnia aerea in America Latina e la terza al mondo a implementare le Split Scimitar Winglets sulla sua flotta di Boeing 737 NG.
Nel gennaio 2015, la compagnia aerea ha raggiunto una pietra miliare nella sua storia rilanciando i voli nazionali giornalieri per David, Chiriquí, i primi dalla chiusura della rotta tre decenni prima. Inoltre, Copa Airlines ha annunciato nuovi voli per Villahermosa e Puebla, in Messico; e New Orleans, Stati Uniti. Tre mesi dopo, la compagnia aerea ha annunciato un'altra nuova destinazione negli Stati Uniti: San Francisco, California, Stati Uniti. Nel luglio 2015, Copa Airlines ha annunciato il servizio per Belize City che è iniziato nel dicembre 2015.
Nell'aprile 2015, la compagnia aerea ha annunciato un ordine per 61 Boeing 737 MAX 8/9 per un valore di 6,6 miliardi di dollari al prezzo di listino.
La compagnia aerea possiede anche Wingo in Colombia, una compagnia aerea low cost che ha iniziato ad operare nel dicembre 2016.

## Identità aziendale

### Livrea

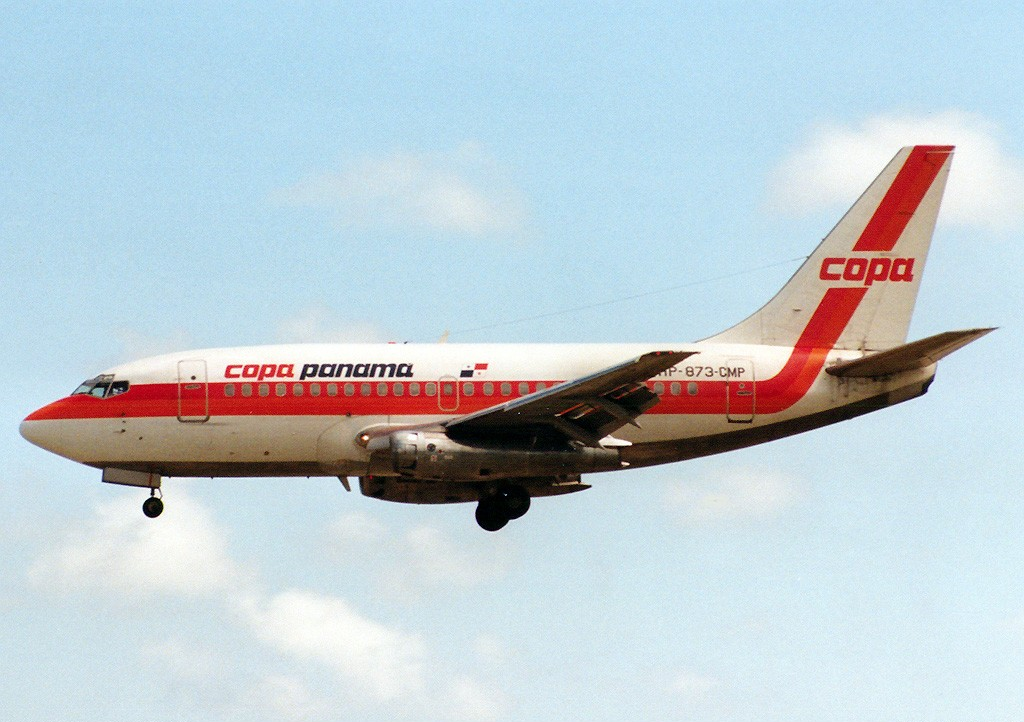
Un Boeing 737 di Copa Airlines con la livrea degli anni 1971-1980.

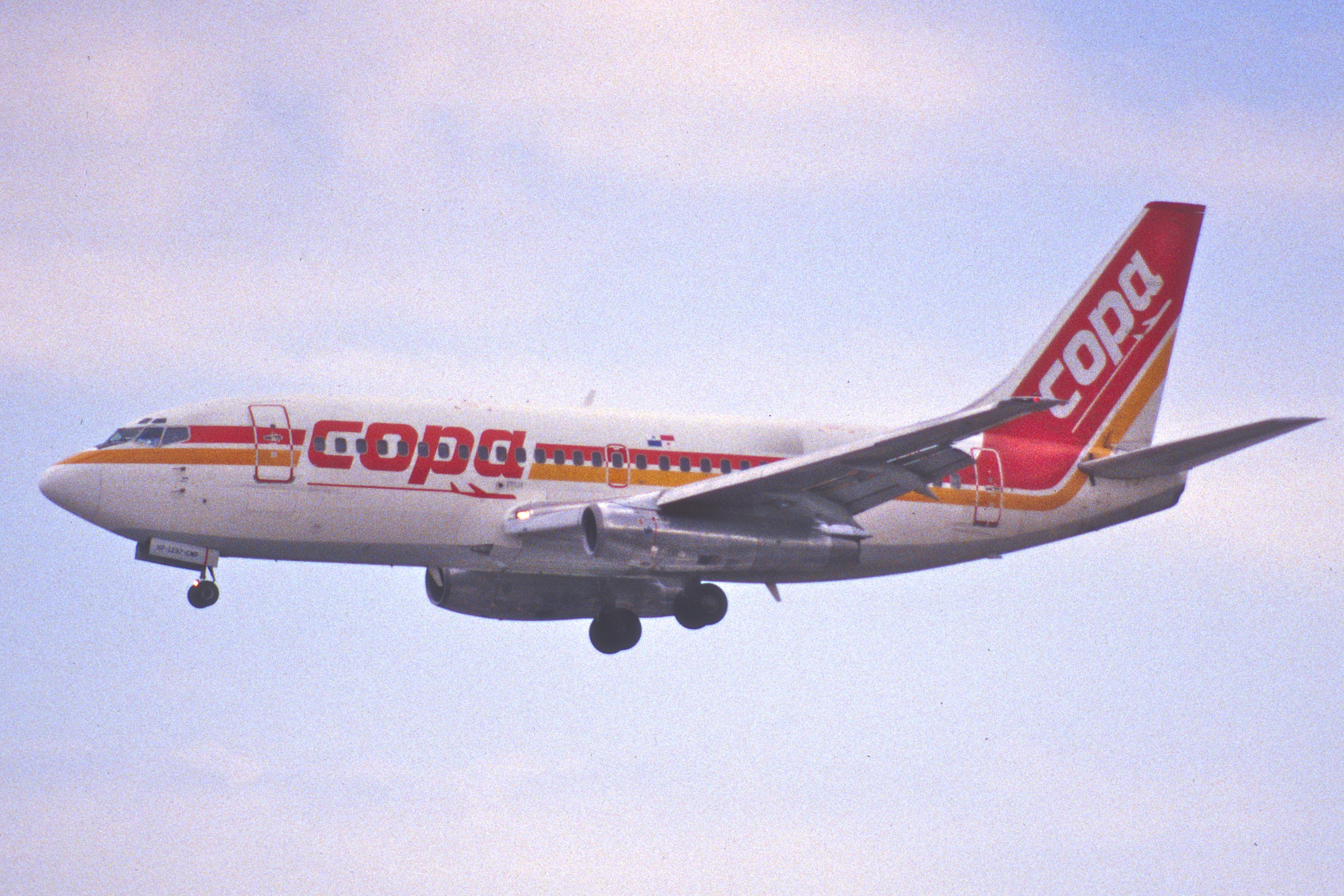
Un Boeing 737 di Copa Airlines con la livrea degli anni 1990-1999.

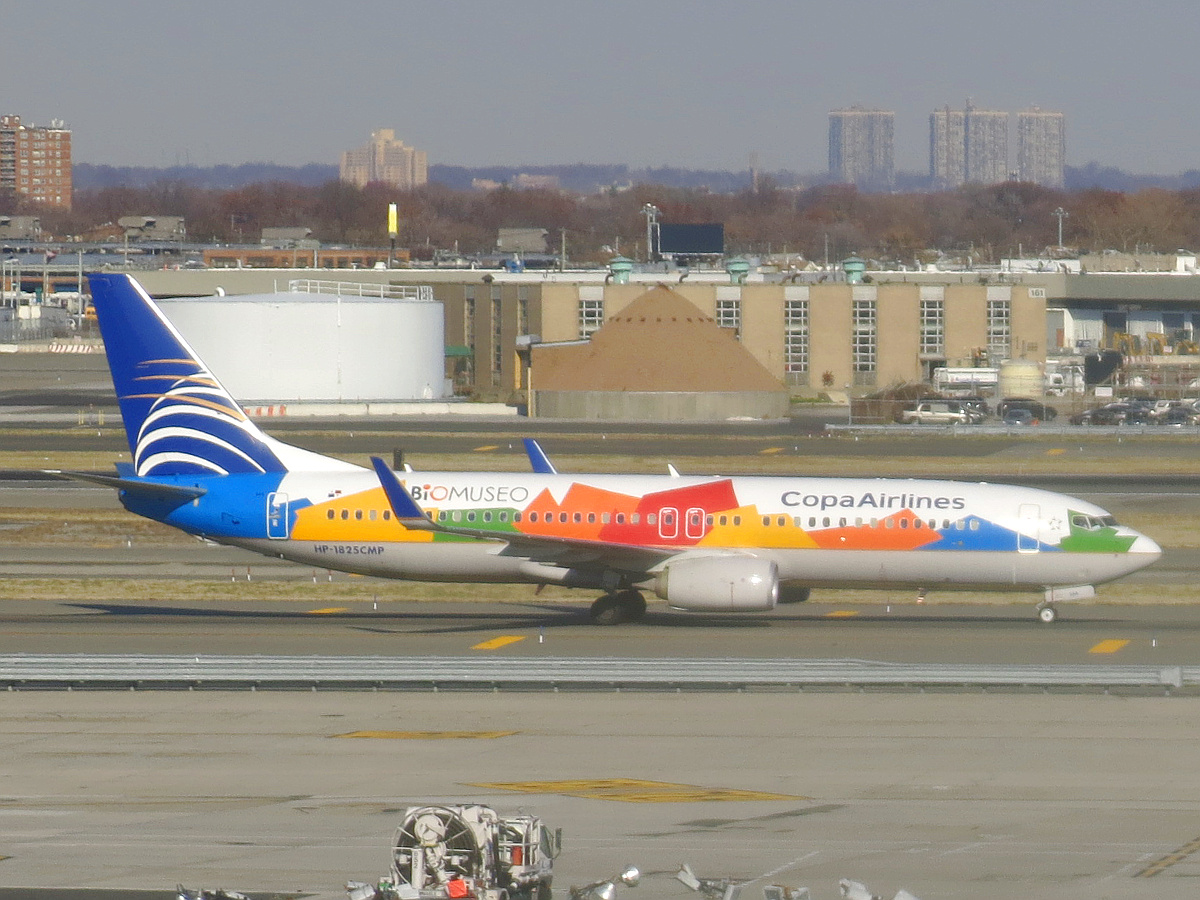
Un Boeing 737-800 di Copa Airlines nella livrea Museo della Biodiversità (HP-1825CMP)

Dal 1947 a oggi, Copa Airlines ha utilizzato le seguenti livree:
- Compañía Panameña de Aviación - (1947-1961)
- Vuele Copa - (1961-1965)
- Copa Panamá (originale) - fusoliera bianca con linea rossa o verde (1965-1971)
- Copa Panamá (1º aggiornamento) - linea rossa e arancione con linea bianca fusoliera (1971-1980)
- Copa Panamá (2º aggiornamento) - linea rossa e gialla con fusoliera bianca (1980-1990)
- Copa "Billboard style" - linea rossa e gialla cheatline fusoliera bianca e logo "Copa" sull'ampia fusoliera anteriore e coda. (1990-1999)
- Copa Airlines - fusoliera bianca e grigia, con cheatline dorata nel mezzo e il famoso logo mondiale (1999-presente). La livrea bianca e grigia è stata utilizzata da Copa Airlines dal 1999, dopo che Continental ha aumentato la proprietà della compagnia al 51% in quell'anno. Sebbene Continental abbia cessato le operazioni nel marzo 2012 a seguito della sua fusione con United Airlines, Copa e United utilizzano ancora la stessa livrea e il design del logo "palloncino", ma gli stili dei caratteri di entrambe le compagnie aeree sono cambiati.

Fino ad aprile 2021 ha tre Boeing 737-800 nella livrea Star Alliance (HP-1728CMP, HP-1823CMP e HP-1830CMP), un Boeing 737-800 nella livrea Museo della Biodiversità (HP-1825CMP), un Boeing 737-800 con la livrea dedicata al programma fedeltà della compagnia ConnectMiles (HP -1849CMP) e un Boeing 737-800 con la livrea della Nazionale di Calcio Panama (HP-1534CMP).
In precedenza, avevano un 737-800 con livrea dei 100 anni del Canale di Panama (HP-1727CMP), un 737-800 con livrea in onore del Rosario football (HP-1846CMP), due 737-800 con livrea di São Paulo Futebol Clube (HP-1829CMP e HP-1831CMP), un 737-800 con livrea del 100° aereo della flotta Copa Airlines "Panama collega le Americhe" (HP-1852CMP), un 737-800 con livrea in onore dei suoi 70 Year Anniversary (HP-1711CMP), un 737-800 con la coda dipinta con il logo della Major League Baseball (HP-1533CMP), un Embraer 190 nella livrea dedicata al programma fedeltà della compagnia ConnectMiles (HP-1564CMP) e un Boeing 737-800 con livrea del programma turistico Visit Panama (HP-1730CMP).
Fin dalla sua fondazione nel 1947, Copa Airlines ha utilizzato diversi modelli di livrea in commemorazione di sponsorizzazioni o date rilevanti, come la decorazione speciale che la flotta di Boeing 737-700 indossava nel novembre 2003, in onore dei 100 anni della Repubblica di Panamá. La livrea speciale consisteva nel logo ufficiale del "centenario" e nel ritratto del primo presidente di Panama, Manuel Amador Guerrero.
Il 3 febbraio 2011, l'Autorità per il turismo di Panama ha collaborato con Copa Airlines per creare una livrea speciale per un Boeing 737-800 con il logo della farfalla di Panama e l'URL "visitpanama.com". Questo faceva parte di uno sforzo per promuovere il turismo a Panama. A partire dal 2013, l'aereo non ha più il logo dalla sinistra in avanti.
Il 6 marzo 2012 ha portato un nuovo Boeing 737-800 della Copa Airlines (registrazione HP-1728CMP) nella livrea Star Alliance. Inoltre, ha introdotto uno stile di carattere e ridisegnato il logo Copa Airlines. Questo aereo è rimasto inattivo fino al 21 giugno, quando è stato esposto alla celebrazione dell'integrazione ufficiale della compagnia nell'alleanza Star Alliance. L'aereo è partito sei giorni dopo, effettuando il primo volo passeggeri non-stop di linea da Panama a Las Vegas. Il 30 maggio 2012, un altro nuovo Boeing 737-800 (registrazione HP-1823CMP) ha ricevuto la livrea Star Alliance.
Copa ha ricevuto un nuovo Boeing 737-800 (registrazione HP-1825CMP, nella foto a destra) nell'ottobre 2012, sfoggiando una livrea con il Biomuseo di Gehry, un museo aperto a Panama City nell'ottobre 2013.
Nel marzo 2013, un nuovo Boeing 737-800 della Copa Airlines (registrazione HP-1830CMP) è stato dipinto con la livrea Star Alliance. Questo era il terzo aereo della flotta con l'ex livrea Star Alliance.
Nell'agosto 2014, Copa Airlines ha collaborato con l'Autorità del Canale di Panama per lanciare una campagna speciale in onore del 100º anniversario del Canale di Panama. La campagna prevedeva l'applicazione di una livrea speciale, che riporta un'immagine grafica delle chiuse, sul retro di due Boeing 737-800 e si prevede che sarà implementata su più di 40 velivoli della flotta.

### Copa Club
Si tratta di una VIP lounge che offre ai viaggiatori un soggiorno confortevole, oltre a poter tenere incontri di lavoro, connettersi a internet tramite una rete Wi-Fi, una selezione di quotidiani e riviste, effettuare chiamate o semplicemente rilassarsi mentre i passeggeri sono in attesa del volo.

#### Localizzazione
- Città di Panama, Panama
- Bogotà, Colombia
- Medellín, Colombia
- Santo Domingo, Repubblica Dominicana
- Città del Guatemala, Guatemala
- San José, Costa Rica

## Destinazioni
Al 2022, Copa Airlines opera voli di linea verso Argentina, Aruba, Bahamas, Barbados, Belize, Bolivia, Brasile, Canada, Cile, Colombia, Costa Rica, Cuba, Curaçao, Ecuador, El Salvador, Giamaica, Guatemala, Guyana, Haiti, Honduras, Messico, Nicaragua, Panama, Paraguay, Perù, Porto Rico, Repubblica Dominicana, Sint Maarten, Stati Uniti, Suriname, Trinidad e Tobago, Uruguay e Venezuela.

### Accordi commerciali

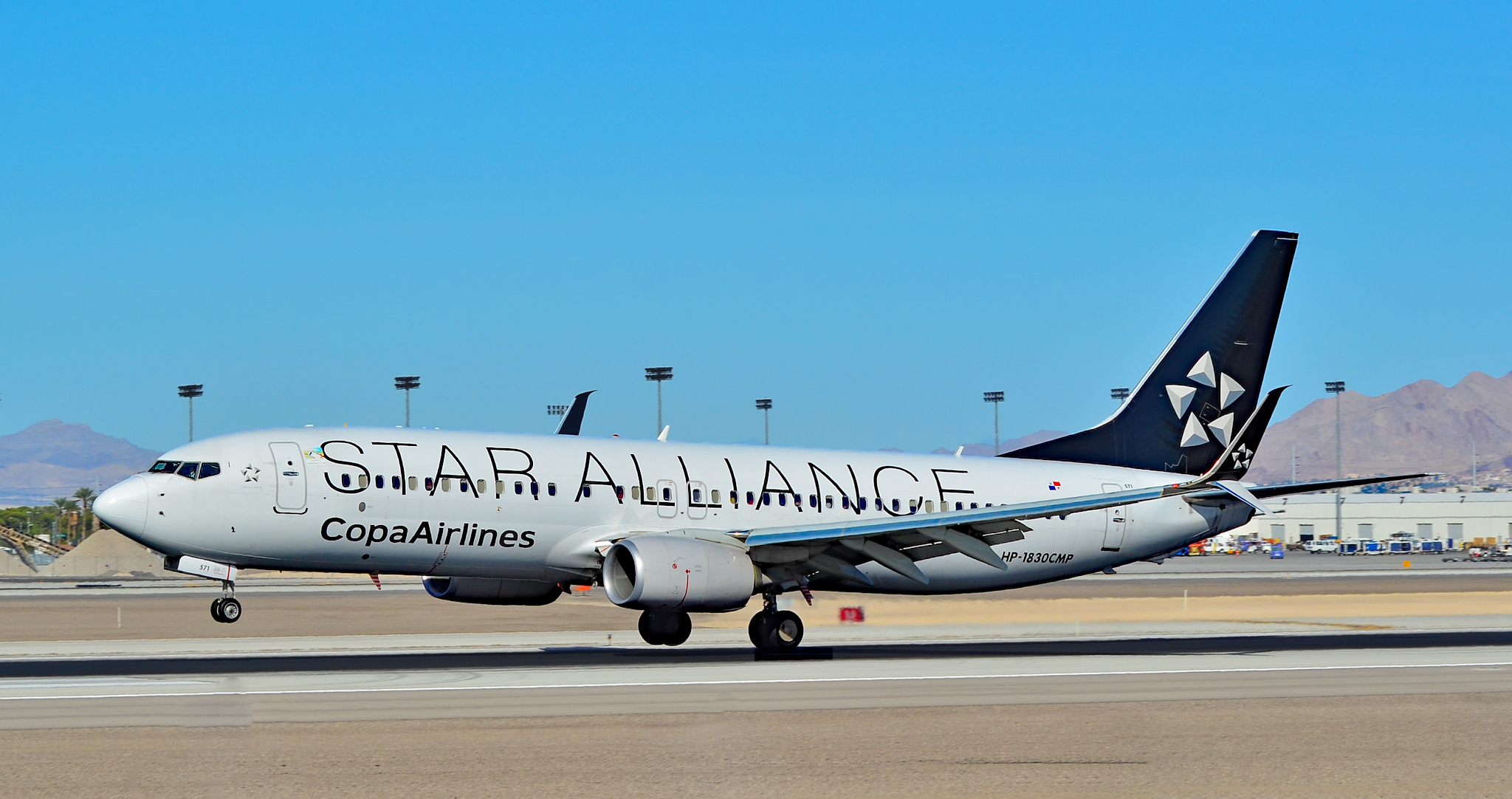
Un Boeing 737-800 di Copa Airlines in livrea Star Alliance.

Al 2022 Copa Airlines ha accordi di code sharing con le seguenti compagnie:
- Air Europa
- Air France
- Asiana Airlines
- Avianca
- Azul Brazilian Airlines
- Emirates
- EVA Air
- Gol Linhas Aéreas
- Iberia
- KLM
- Lufthansa
- Turkish Airlines
- United Airlines

### Alleanze
Nel giugno 2012 Copa Airlines è entrata a far parte di Star Alliance.

## Flotta

### Flotta attuale

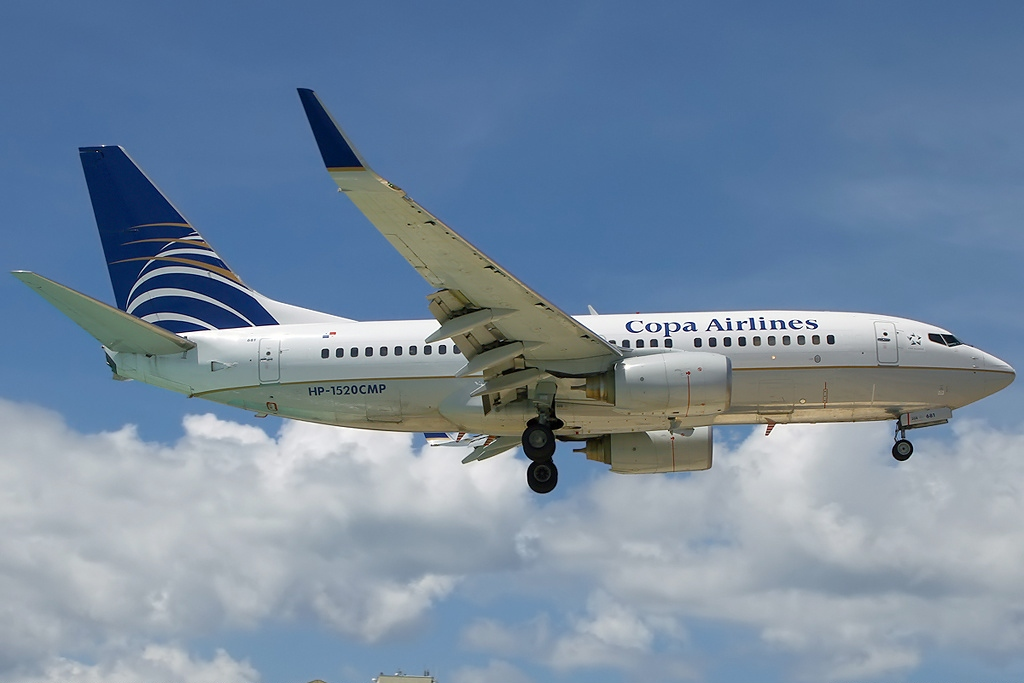
Un Boeing 737-700.

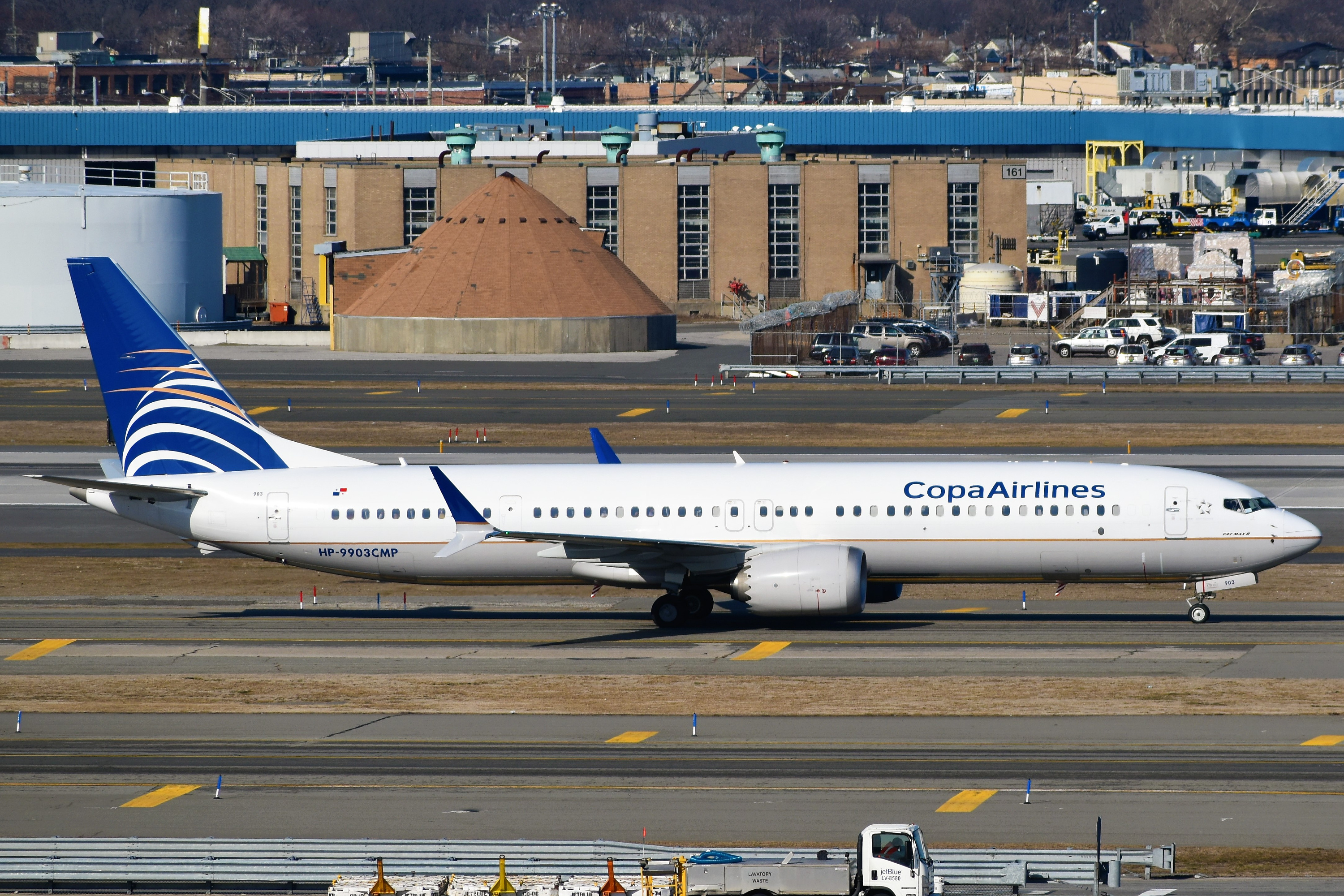
Un Boeing 737 MAX 9.

A settembre 2024 la flotta di Copa Airlines è così composta:

### Flotta storica

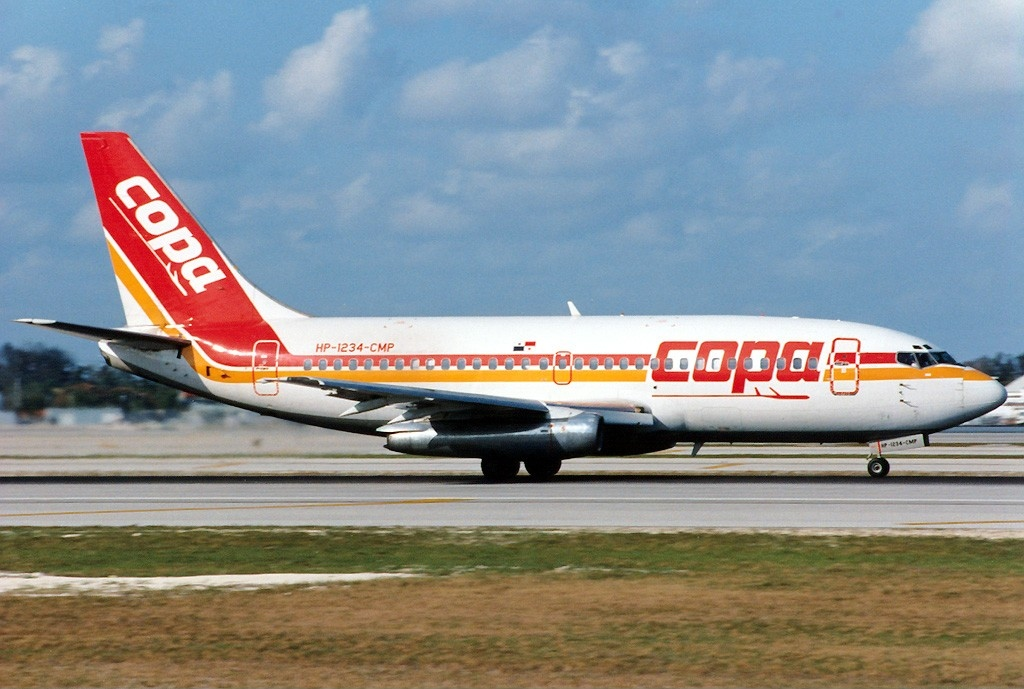
Un Boeing 737-200.

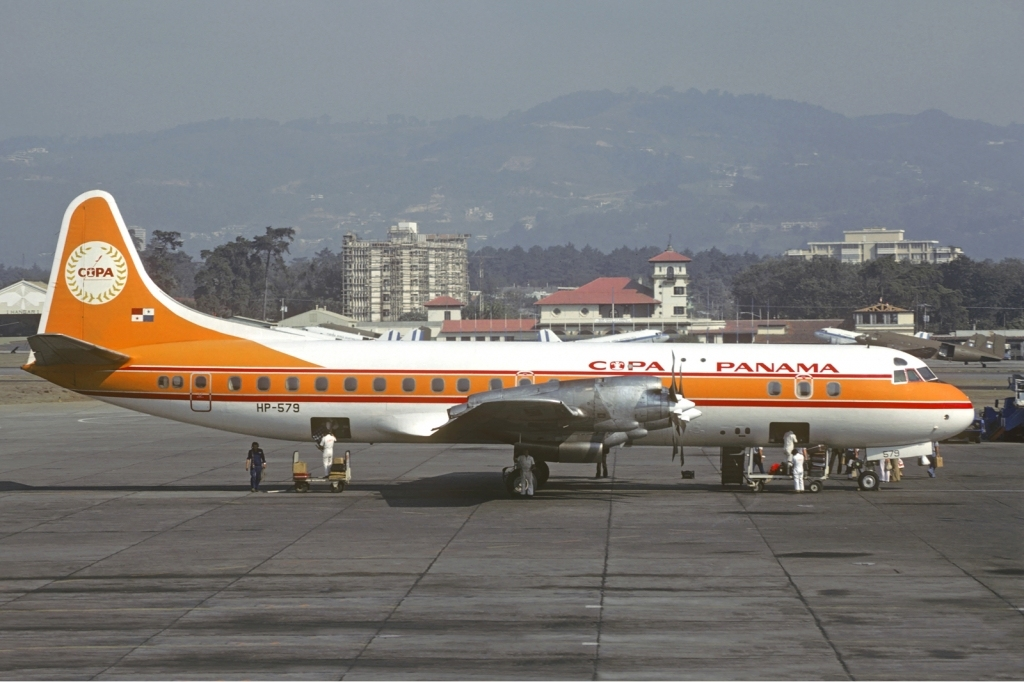
Un Lockheed L-188A Electra.

Copa Airlines operava in precedenza con i seguenti aeromobili:

## Incidenti
- Il 6 giugno 1992: il volo Copa Airlines 201, un Boeing 737-200, lasciò Panama City per la città di Cali, in Colombia. Durante il sorvolo del Tapón del Darién, un guasto al giroscopio ha disorientato i piloti dell'aereo, che ha portato a una perdita di controllo del Boeing. A seguito di questo incidente sono state registrate 47 vittime.[22]
- Il 19 novembre 1993: un Boeing 737-100 è uscito di pista durante l'atterraggio all'aeroporto Internazionale di Tocumen, su un volo proveniente da Miami, Stati Uniti, con a bordo 86 passeggeri e sei membri dell'equipaggio. I piloti non sono stati in grado di allineare l'aereo con la pista a causa dei forti venti trasversali. Non sono stati segnalati feriti e l'aereo è stato dismesso.[23]